# 天気予報 (シュノーケルの曲)
「天気予報」（てんきよほう）は、日本のロックバンドシュノーケルの楽曲である。2007年4月18日にSME Recordsより6枚目のシングルとして発売された。

## 解説
前作『Bye-Bye × Hello』から3か月でのリリース。シュノーケルのシングルで最も収録曲数が多い作品で、4曲収録されている。
ジャケットのイラストはジム・ウードリング、歌詞カードのイラストは香葉村多望によるもの。
タワーレコード限定でバッジの特典が付いている。
ミュージック・ビデオには中村優が出演。振付は西田一生（西田プロジェクト）、監督は福居英晃が担当。
5月26日より全国11公演で、本作を引っ提げた全国ツアー『シュノーケル ライブツアー「ノー天気予報ツアー 〜晴れときどきライヴ〜」』が開催された。。

## 収録曲
| #         | タイトル         | 作詞・作曲                            | 編曲                    | 時間  |
| --------- | ---------------- | ------------------------------------- | ----------------------- | ----- |
| 1.        | 「天気予報」     | 西村晋弥                              | シュノーケル 上田ケンジ | 5:20  |
| 2.        | 「おかしな2人」  | - 川西幸一（作詞） - 奥田民生（作曲） | シュノーケル 河野圭     | 3:43  |
| 3.        | 「sweet sundae」 | 西村晋弥                              | シュノーケル 上田ケンジ | 4:09  |
| 4.        | 「赤い意図」     | 西村晋弥                              | シュノーケル tasuku     | 3:49  |
| 合計時間: | 合計時間:        | 合計時間:                             | 合計時間:               | 17:01 |

## 曲の解説
1. 天気予報
日活配給映画『あしたの私のつくり方』主題歌[5]。
映画では「movie edit」として1番サビ後半から2番サビ前半とアウトロの一部が省略された短縮版が使用されていたが、2018年現在音源化されていない[注釈 1]。前年のライブで先行披露されていた[4]。2009年にシュノーケルの公式サイトで行われた人気楽曲投票企画では1位[6]し、ベスト・アルバム『Best+』では1曲目を飾っている。
演奏時間は5分20秒で、シュノーケルのシングル作品では最も演奏時間が長い曲である[注釈 2]。
2. おかしな2人
ユニコーンのカバー。コーラスにチャットモンチーの橋本絵莉子とBase Ball Bearの関根史織が参加している[4]。
3. sweet sundae
恋愛をテーマとした楽曲。アルバム未収録。
4. 赤い意図
恋愛をテーマとした楽曲。アルバム未収録。

## 参加ミュージシャン
- 西村晋弥：ボーカル、ギター
- 香葉村多望：ベース
- 山田雅人：ドラムス
- 河野圭：プログラミング（＃2）
- tasuku：プログラミング（＃4）
- 奥野真哉（SOUL FLOWER UNION）：オルガン（＃1）
- 橋本絵莉子（チャットモンチー）：コーラス（＃2）
- 関根史織（Base Ball Bear）：コーラス（＃2）

## タイアップ
- 日活配給映画『あしたの私のつくり方』主題歌（＃1）
- NTTドコモ CMソング（＃1）[7]

## 収録アルバム
天気予報
- EQ
- Best+

おかしな2人
- ユニコーン・トリビュート

## ライブ映像作品
天気予報
- popcorn labyrinth（特典DVD）